# Los Angeles Film Critics Association Awards/Bester Hauptdarsteller

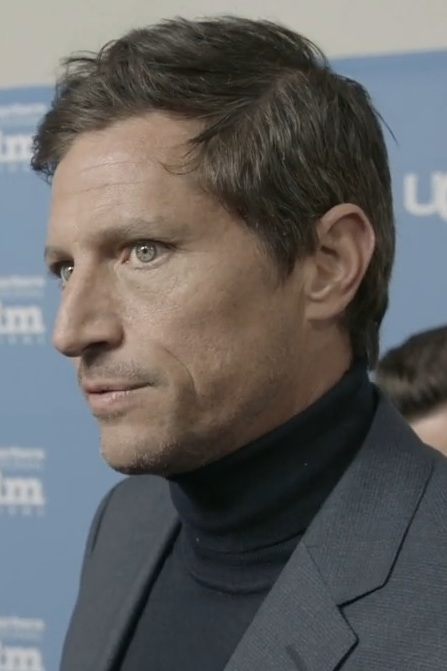
Letzter Preisträger 2021: Simon Rex (Red Rocket)

Der Los Angeles Film Critics Association Award in der Kategorie Bester Hauptdarsteller (Best Actor) wurde von 1975 bis 2021 verliehen. Seit 2022 ersetzen zwei genderneutrale Preise die ehemals vier Darstellerkategorien, darunter jener für die Beste Hauptrolle.
Am erfolgreichsten in dieser Kategorie war der Brite Daniel Day-Lewis, der die Auszeichnung dreimal gewinnen konnte. 19-mal gelang es der Filmkritikervereinigung, vorab den Oscar-Gewinner zu präsentieren, zuletzt 2010 geschehen, mit der Preisvergabe an den Briten Colin Firth (The King’s Speech).

## Preisträger
Anmerkungen: In manchen Jahren gab es ein ex-aequo-Ergebnis und somit zwei Gewinner. Seit 2004 werden auch zweitplatzierte Schauspieler von der LAFCA-Jury verlautbart.
| Jahr | Preisträger               | Film                                                  | Deutscher Titel                                                |
| ---- | ------------------------- | ----------------------------------------------------- | -------------------------------------------------------------- |
| 1975 | Al Pacino                 | Dog Day Afternoon                                     | Hundstage                                                      |
| 1976 | Robert De Niro            | Taxi Driver                                           | Taxi Driver                                                    |
| 1977 | Richard Dreyfuss*         | The Goodbye Girl                                      | Der Untermieter                                                |
| 1978 | Jon Voight*               | Coming Home                                           | Coming Home – Sie kehren heim                                  |
| 1979 | Dustin Hoffman*           | Kramer vs. Kramer                                     | Kramer gegen Kramer                                            |
| 1980 | Robert De Niro*           | Raging Bull                                           | Wie ein wilder Stier                                           |
| 1981 | Burt Lancaster            | Atlantic City                                         | Atlantic City, USA                                             |
| 1982 | Ben Kingsley*             | Gandhi                                                | Gandhi                                                         |
| 1983 | Robert Duvall*            | Tender Mercies                                        | Comeback der Liebe                                             |
| 1984 | F. Murray Abraham*        | Amadeus                                               | Amadeus                                                        |
| 1984 | Albert Finney             | Under the Volcano                                     | Unter dem Vulkan                                               |
| 1985 | William Hurt*             | Kiss of the Spider Woman                              | Kuß der Spinnenfrau                                            |
| 1986 | Bob Hoskins               | Mona Lisa                                             | Mona Lisa                                                      |
| 1987 | Steve Martin              | Roxanne                                               | Roxanne                                                        |
| 1987 | Jack Nicholson            | Ironweed The Witches of Eastwick                      | Wolfsmilch Die Hexen von Eastwick                              |
| 1988 | Tom Hanks                 | Big Punchline                                         | Big Punchline – Der Knalleffekt                                |
| 1989 | Daniel Day-Lewis*         | My Left Foot                                          | Mein linker Fuß                                                |
| 1990 | Jeremy Irons*             | Reversal of Fortune                                   | Die Affäre der Sunny von B.                                    |
| 1991 | Nick Nolte                | The Prince of Tides                                   | Herr der Gezeiten                                              |
| 1992 | Clint Eastwood            | Unforgiven                                            | Erbarmungslos                                                  |
| 1993 | Anthony Hopkins           | Shadowlands Remains of the Day                        | Shadowlands Was vom Tage übrig blieb                           |
| 1994 | John Travolta             | Pulp Fiction                                          | Pulp Fiction                                                   |
| 1995 | Nicolas Cage*             | Leaving Las Vegas                                     | Leaving Las Vegas                                              |
| 1996 | Geoffrey Rush*            | Shine                                                 | Shine – Der Weg ins Licht                                      |
| 1997 | Robert Duvall             | The Apostle                                           | Apostel!                                                       |
| 1998 | Ian McKellen              | Gods and Monsters                                     | Gods and Monsters                                              |
| 1999 | Russell Crowe             | The Insider                                           | Insider                                                        |
| 2000 | Michael Douglas           | Wonder Boys                                           | Die WonderBoys                                                 |
| 2001 | Denzel Washington*        | Training Day                                          | Training Day                                                   |
| 2002 | Jack Nicholson            | About Schmidt                                         | About Schmidt                                                  |
| 2002 | Daniel Day-Lewis          | Gangs of New York                                     | Gangs of New York                                              |
| 2003 | Bill Murray               | Lost in Translation                                   | Lost in Translation                                            |
| 2004 | Liam Neeson               | Kinsey                                                | Kinsey – Die Wahrheit über Sex                                 |
| 2005 | Philip Seymour Hoffman*   | Capote                                                | Capote                                                         |
| 2006 | Sacha Baron Cohen         | Borat                                                 | Borat                                                          |
| 2006 | Forest Whitaker*          | The Last King of Scotland                             | Der letzte König von Schottland – In den Fängen der Macht      |
| 2007 | Daniel Day-Lewis*         | There Will Be Blood                                   | There Will Be Blood                                            |
| 2008 | Sean Penn*                | Milk                                                  | Milk                                                           |
| 2009 | Jeff Bridges*             | Crazy Heart                                           | Crazy Heart                                                    |
| 2010 | Colin Firth*              | The King’s Speech                                     | The King’s Speech                                              |
| 2011 | Michael Fassbender        | A Dangerous Method Jane Eyre Shame X-Men: First Class | Eine dunkle Begierde Jane Eyre Shame X-Men: Erste Entscheidung |
| 2012 | Joaquin Phoenix           | The Master                                            | The Master                                                     |
| 2013 | Bruce Dern                | Nebraska                                              | Nebraska                                                       |
| 2014 | Tom Hardy                 | Locke                                                 | No Turning Back                                                |
| 2015 | Michael Fassbender        | Steve Jobs                                            | Steve Jobs                                                     |
| 2016 | Adam Driver               | Paterson                                              | Paterson                                                       |
| 2017 | Timothée Chalamet         | Call Me by Your Name                                  | Call Me by Your Name                                           |
| 2018 | Ethan Hawke               | First Reformed                                        | nicht bekannt                                                  |
| 2019 | Antonio Banderas          | Dolor y gloria                                        | Leid und Herrlichkeit                                          |
| 2020 | Chadwick Boseman (postum) | Ma Rainey’s Black Bottom                              | Ma Rainey’s Black Bottom                                       |
| 2021 | Simon Rex                 | Red Rocket                                            | Red Rocket                                                     |

* = Schauspieler, die für ihre Rolle später den Oscar als Bester Hauptdarsteller des Jahres gewannen

## Zweitplatzierte Darsteller
1. ↑  2004 belegte Paul Giamatti für Sideways einen 2. Platz
2. ↑  2005 belegte Heath Ledger für Brokeback Mountain einen 2. Platz
3. ↑  2007 belegte Frank Langella für Starting Out in the Evening einen 2. Platz
4. ↑  2008 belegte Mickey Rourke für The Wrestler einen 2. Platz
5. ↑  2009 belegte Colin Firth für A Single Man einen 2. Platz
6. ↑  2010 belegte Édgar Ramírez für Carlos – Der Schakal einen 2. Platz
7. ↑  2011 belegte Michael Shannon für Take Shelter einen 2. Platz
8. ↑  2012 belegte Denis Lavant für Holy Motors einen 2. Platz
9. ↑  2013 belegte Chiwetel Ejiofor für 12 Years a Slave einen 2. Platz
10. ↑  2014 belegte Michael Keaton für Birdman einen 2. Platz
11. ↑  2015 belegte Géza Röhrig für Saul fia den 2. Platz
12. ↑  2016 belegte der spätere Oscar-Preisträger Casey Affleck für Manchester by the Sea den 2. Platz
13. ↑  2017 belegte James Franco für The Disaster Artist den 2. Platz
14. ↑  2018 belegte Ben Foster für Leave No Trace den 2. Platz
15. ↑  2019 belegte Adam Driver für Marriage Story den 2. Platz
16. ↑  2020 belegte Riz Ahmed für Sound of Metal den 2. Platz
17. ↑  2021 belegte Benedict Cumberbatch für The Power of the Dog den 2. Platz